# 朗盖迪亚
朗盖迪亚（法語：Languédias，法語發音：[lɑ̃ɡedja] ⓘ）是法国阿摩尔滨海省的一个市镇，位于该省东部，属于迪南区。

## 地理
朗盖迪亚（48°23'17"N, 2°12'47"W）面积8.61 平方千米，位于法国布列塔尼大區阿摩尔滨海省，该省份为法国西北部沿海省份，位于布列塔尼半岛北部，北濒大西洋英吉利海峡，西接菲尼斯泰尔省，南至莫尔比昂省，东临伊勒-维莱讷省。
与朗盖迪亚接壤的市镇（或旧市镇、城区）包括：拉朗代克、梅格里、小普莱朗、特雷贝当、特雷迪亚、伊维尼亚克拉图尔。

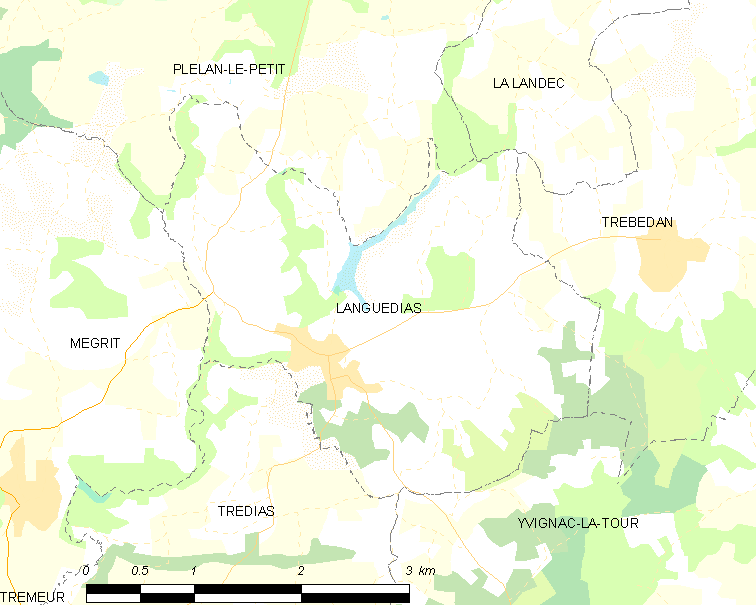
朗盖迪亚的OSM定位图

朗盖迪亚的时区为UTC+01:00、UTC+02:00（夏令时）。

## 行政
朗盖迪亚的邮政编码为22980，INSEE市镇编码为22104。

## 政治
朗盖迪亚所属的省级选区为普朗科埃特县。

## 人口

1962-2008年间朗盖迪亚人口变化图示

朗盖迪亚于2022年1月1日时的人口数量为558人。